# Ромски феминизам у Србији
Ромски феминизам у Србији се огледа у борби за родну равноправност, социјалну једнакост, већу видљивост, интеграцију и унапређење положаја ромских жена на територији Србије уз указивање на вишеструку дискрминацију и насиље које проживљавају по основу тога што су жене и припаднице ромског народа. Ромкиње заузимају незавидан друштвени положај који је својим већим делом карактеристично преклопљен с расизмом и сексизмом. Расизам, по својој основној карактеристици, долази од већинског, белог становништва у чијем окружењу Ромкиње битишу, никада у потпуности прихваћене као равноправне чланице. С друге стране, Ромкиње у оквиру саме ромске заједнице, а под плаштом традиције, осећају притисак сексизма који има огроман утицај на индивидуалне животе сваке појединке, а истовремено дубоко обележава целокупну заједницу и њен положај у ширем друштву.

## Утицај феминизма на положај Ромкиња
Феминизам је до Ромкиња долазио спорије, пре свега због њихове искључености из сфере образовања и рада, али у великој мери и због јаза који постоји између активизма Ромкиња и самог феминистичког покрета. Овде се има у виду такозвани „салонски феминизам” белих жена из високе академске класе које имају високу друштвену стартну позицију. Овакав феминизам остаје недоступан женама из маргинализованих група. Сам феминистички покрет често не препознаје заједничке циљеве са Ромкињама, већ изједначава циљеве борбе Ромкиња с циљевима Рома генерално. Прихватајући феминизам Ромкиње наилазе на конфликт унутар себе с усвојеним вредносним системима. Ромкиње активисткиње су због тога често приморане да преиспитују своју лојалност покрету за права Рома кроз питање како задржати нешто што је део ромског етоса, а истовремено не нарушити људска права.
Ромкиње у Србији су много тога научиле од феминистичког покрета, црпећи снагу и налазећи савезништво код феминисткиња које су препознале потребу да се феминизам у оквиру српског друштва прошири и на најмаргинализованије чланице тог друштва. Насупрот томе, све утицајнији феминизам главног правца који се данас назива „борбом за родну равноправност”, перманентно избегава да препозна све оне који долазе из невећинских група попут Ромкиња, лезбејки, инвалиткиња и транс жена. Циљ женског покрета у том смислу је спровођење идеје солидарности како би сва питања била једнако заступљена и с истом пажњом представљена друштву.

## Историја организовања Ромкиња у Србији
Први писани трагови организације ромских жена на овим просторима датирају из 1920-их, када је основано прво неформално женско певачко друштво у ромском насељу Чаир у Нишу. Иако не постоје писани трагови који то бележе, познато је и да су Ромкиње биле укључене у антифашистичку борбу, као и у антифашистички фронт жена (АФЖ). Од 60-тих година почињу да се организују фолклорна ромска удружења широм Југославије у којима су и Ромкиње биле активне.
Током деведесетих, ромски женски активизам скренуо је пажњу на маргинализоване групе, као и очигледној и свакодневној дискриминацији коју трпе припаднице ромског народа. Овим се истовремено у појмовник људских права код нас уводи и термин „двострука дискриминација”. Ускоро је постало јасно да је потребно овај термин заменити појмом „вишеструка дискриминације”, односно „интерсекционалност”. Тиме се наглашава да се дискриминација дешава и по још многим другим основама, као што су класа, род и сексуална оријентација, религијско опредељење, здравствено стање, итд.
Током 1997. године у Нишу је почела да се формира група жена под именом Женски простор, која је препознала да у све видљивијем цивилном сектору, а посебно женком, недостаје свест о вишеструкој дискриминацији и проблемима Ромкиња. Истовремено, у Београду се оснива Ромски женски центар Бибија. Иако идеја о умрежавању ромских женских организација постоји од краја 90-тих година, прво окуплљање се догодило 2. и 3. децембра 2004. Тада је, у организацији Ромског женског центра Бибија, одржан оснивачки састанак Ромске женске мреже. 14 активисткиња ромских женских организација и иницијатива израдиле су оквиран стратешки план за рад Мреже и начине за међусобну подршку у укључивању Ромкиња у Декаду инклузије Рома.
Данас Мрежа броји 25 организација и иницијатива које делују на читавој територији Србије. У оквиру Ромске женске мреже постоје и подмреже које обухватају активисткиње у региону, као што су: Женска ромска мрежа Војводина, Мрежа Баната, мрежа активисткиња јужне Србије „Заједно можемо”, Ромкиње Београда. Њихова борба је окренута ка системском решавању проблема са којима се Ромкиње суочавају, остваривању женских људских права везаних за образовање, рад, запошљавање, економско оснаживање, унапређење здравствене заштите, борбу против насиља у породици и трговине женама и децом, веће учешће Ромкиња у јавном и приватном животу, развијање културе и других аспеката које чине темељ људских права.